# Зугалайське сільське поселення
Зугала́йське сільське поселення (рос. Зугалайское сельское поселение) — сільське поселення у складі Могойтуйського району Забайкальського краю Росії.
Адміністративний центр та єдиний населений пункт — село Зугалай.

## Населення
Населення сільського поселення становить 1231 особа (2019; 1434 у 2010, 1552 у 2002).